# Леопольд I (князь Липпе)
Вильгельм Леопольд I Липпский (нем. Wilhelm Leopold I. zur Lippe; 2 декабря 1767, Детмольд — 4 апреля 1802, Детмольд) — граф Липпе-Детмольда с 1782 года, первый князь Липпе с 1789 года.

## Биография
Леопольд — сын графа Симона Августа Липпского и его второй супруги Марии Леопольдины Ангальт-Дессауской. Мать Леопольда умерла, когда мальчику ещё не исполнилось и двух лет. Отец Симон Август женился в третий раз, и мачехой Леопольда стала его тётка, родная сестра Марии Леопольдины Казимира, которая умерла в 1778 году. На момент смерти отца Леопольду было 14 лет. Он считался трудным ребёнком, плохо учился, противился воспитанию и отличался упрямством. Его отдали на перевоспитание в Дессау под опеку дяди Леопольда III Фридриха Франца Ангальт-Дессауского, старшего брата Марии Леопольдины и Казимиры. В Дессау Леопольда отправили учиться в знаменитую базедовскую гимназию Филантропинум, в 18 лет Леопольд отправился учиться в Лейпцигский университет. Все преподаватели характеризовали Леопольда не самым лучшим образом: слабохарактерность, тупость, вялость, отсутствие прилежания, апатия, неспособность к концентрации внимания, склонность к душевным расстройствам.
5 ноября 1789 года Леопольд вступил в свои права в Липпе и первым делом он уплатил требуемую сумму за княжеский титул, который запрашивал ещё его дед Симон Генрих Адольф Липпский в 1720 году. В 1790 году у Леопольда обострилось диагностированное душевное расстройство, он был признан недееспособным решением Имперского камерального суда. В 1795 году после улучшения состояния здоровья недееспособность была снята. 2 января 1796 года Леопольд женился на Паулине Ангальт-Бернбургской. Брак пошёл князю на пользу, у супругов родилось двое детей. Паулина стала его советчицей и верной помощницей, оставаясь при этом в тени и избегая обвинений в превышении своих полномочий. Князь умер в 1802 году от туберкулёза кишечника, обострившего психическое состояние князя и вызвавшее потерю памяти. Княгиня Паулина была назначена регентом при несовершеннолетнем наследном принце, будущем князе Леопольде II.

## Семья
В браке Леопольда I и Паулины Ангальт-Бернбургской родилось двое сыновей:
- Пауль Александр Леопольд, князь Липпе (6 ноября 1796 — 1 января 1851), женат на Эмилии Шварцбург-Зондерсгаузенской, дочери князя Гюнтера Фридриха Карла I Шварцбург-Зондерсгаузенского
- Фридрих (8 декабря 1797 — 20 октября 1854), женат не был. Детей не имел.